# Fletcherit
Fletcherit ist ein sehr selten vorkommendes Mineral aus der Mineralklasse der „Sulfide und Sulfosalze“ mit der Endgliedzusammensetzung CuNi2S4 und damit chemisch gesehen ein Kupfer-Nickel-Sulfid. Strukturell gesehen gehört Florensovit zur Gruppe der Spinelle.
Fletcherit kristallisiert im kubischen Kristallsystem, konnte bisher jedoch nur in Form von unregelmäßigen Körnern bis etwa 200 μm Größe gefunden werden, die typischerweise in anderen Sulfiden eingebettet sind. Das Mineral ist in jeder Form undurchsichtig (opak) und zeigt auf den Oberflächen der stahlgrauen Körner einen metallischen Glanz. Im Auflicht erscheint Fletcherit dagegen cremeweiß. Seine Strichfarbe ist allerdings immer grauschwarz.

## Etymologie und Geschichte
Entdeckt wurde Fletcherit in der Pb-Zn-Grube Fletcher bei Centerville im Reynolds County des US-amerikanischen Bundesstaates Missouri. Die Erstbeschreibung erfolgte 1977 durch J. R. Craig und A. B. Carpenter, die das Mineral nach dessen Typlokalität benannten.
Das Typmaterial des Minerals wird im Natural History Museum (NHM) in London (England) unter der Sammlungs-Nr. BM 1977,264, im Royal Ontario Museum (ROM) in Toronto (Kanada) unter der Sammlungs-Nr. M35070 sowie im Mineralogischen Museum der Harvard University in Cambridge unter der Sammlungs-Nr. 134552 und im National Museum of Natural History (NMNH) in Washington, D.C. (USA) unter der Sammlungs-Nr. 137032 aufbewahrt.

## Klassifikation
Die strukturelle Klassifikation der IMA zählt den Fletcherit zur Spinell-Supergruppe, wo er zusammen mit Carrollit, Cuproiridsit, Cuprokalininit, Florensovit, Malanit, Rhodostannit und Toyohait die „Carrollit-Untergruppe“ innerhalb der „Thiospinelle“ bildet (Stand 2019).
Die bekannten und zunächst nach chemischer Zusammensetzung ordnenden Mineralsystematiken sortieren den Fletcherit in die Mineralklasse der „Sulfide und Sulfosalze“ ein.
Da der Fletcherit erst 1976 als eigenständiges Mineral anerkannt und dies erst 1977 publiziert wurde, ist er in der im gleichen Jahr letztmals aktualisierten Ausgabe der 8. Auflage der Mineralsystematik nach Strunz noch nicht verzeichnet. Einzig im Lapis-Mineralienverzeichnis nach Stefan Weiß, das sich aus Rücksicht auf private Sammler und institutionelle Sammlungen noch nach dieser alten Form der Systematik von Karl Hugo Strunz richtet, erhielt das Mineral die System- und Mineral-Nr. II/D.01-60. In der „Lapis-Systematik“ entspricht dies der der Abteilung „Sulfide mit [dem Stoffmengenverhältnis] Metall : S,Se,Te < 1 : 1“, wo Fletcherit zusammen mit Bornhardtit, Cadmoindit, Carrollit, Cuprokalininit, Daubréelith, Florensovit, Greigit, Indit, Kalininit, Linneit, Polydymit, Siegenit, Trüstedtit, Tyrrellit und Violarit die „Linneit-Gruppe“ bildet (Stand 2018).
Die seit 2001 gültige und von der IMA bis 2009 aktualisierte 9. Auflage der Strunz’schen Mineralsystematik ordnet den Fletcherit dagegen in die Abteilung der „Metallsulfide mit M : S = 3 : 4 und 2 : 3“ ein. Diese ist weiter unterteilt nach dem genauen Stoffmengenverhältnis, so dass das Mineral entsprechend seiner Zusammensetzung in der Unterabteilung „M : S = 3 : 4“ zu finden ist, wo es zusammen mit Bornhardtit, Cadmoindit, Carrollit, Cuproiridsit, Cuprorhodsit, Daubréelith, Ferrorhodsit (diskreditiert, da identisch mit Cuprorhodsit; IMA 2017-H), Florensovit, Greigit, Indit, Kalininit, Linneit, Malanit, Polydymit, Siegenit, Trüstedtit, Tyrrellit, Violarit und Xingzhongit die „Linneitgruppe“ System-Nr. 2.DA.05 bildet.
Die von der Mineraldatenbank „Mindat.org“ weitergeführte Strunz-Klassifikation, die sich im Aufbau nach der 9. Auflage der Strunz’schen Mineralsystematik richtet, führt in der Gruppe 2.DA.05 auch die nach 2009 neu beschriebenen Spinelle Berndlehmannit, Cuprokalininit, Joegoldsteinit, Nickeltyrrellit und Shiranuiit auf. Die Spinelle Ezochiit und Grimmit werden hier zusammen mit Ferrodimolybdänit (FeMo2S4), Zaykovit (Rh3Se4) und Zolenskyit (FeCr2S4) der allgemeineren Gruppe 2.DA (Metallsulfide mit M:S=3:4) zugewiesen.
Auch die vorwiegend im englischen Sprachraum gebräuchliche Systematik der Minerale nach Dana ordnet den Fletcherit in die Abteilung der „Sulfidminerale“ ein. Hier ist er ebenfalls in der „Linneitgruppe (Isometrisch: Fd3m)“ mit der System-Nr. 02.10.01 innerhalb der Unterabteilung „Sulfide – einschließlich Seleniden und Telluriden – mit der Zusammensetzung AmBnXp, mit (m+n) : p = 3 : 4“ zu finden.

## Chemismus
In der Endgliedzusammensetzung von Fletcherit (CuNi2S4) besteht das Mineral aus Kupfer (Cu), Nickel (Ni) und Schwefel (S) in dem für Spinelle typischen Stoffmengenverhältnis von 1 : 2 : 4. Dies entspricht einem Massenanteil (Gewichts-%) von 20,55 Gew.% Cu, 37,97 Gew.% Ni und 41,48 Gew.% S.
Insgesamt 39 Messungen mit der Mikrosonde an natürlichen Mineralproben aus der Typlokalität Fletcher-Mine ergaben durchschnittliche Zusammensetzungen im Bereich von 12,4 bis 22,5 Gew.% Cu, 19,1 bis 36,5 Gew.% Ni und 38,3 bis 41,7 Gew.% S sowie zusätzlich 9,5 bis 17,0 Gew.% Cobalt (Co) und 0,2 bis 1,2 Gew.% Eisen (Fe).
Aus diesen Werten errechneten sich auf der Basis von vier Schwefelatomen empirische Zusammensetzungen zwischen Cu0,67Ni2,11Co0,61Fe0,01S4,00 und Cu1,13Ni1,04Co0,84Fe0,06S4,00. Aufgrund des durchgehend signifikanten Anteils von Cobalt wurde die chemische Zusammensetzung als Mischformel mit Cu(Ni,Co)2S4 angegeben. Von der IMA anerkannt ist allerdings die idealisierte Endgliedformel CuNi2S4.

## Kristallstruktur
Fletcherit kristallisiert mit kubischer Symmetrie der Raumgruppe Fd3m (Raumgruppen-Nr. 227) und dem Gitterparameter a = 9,52 Å sowie 8 Formeleinheiten pro Elementarzelle.

## Bildung und Fundorte
Fletcherit bildet sich in kupferreichen Erzbändern (englisch: pods), wo er vorhandenen Dolomit verdrängt. An seiner Typlokalität, der Fletcher-Mine bei Centerville in Missouri, fand er sich dabei in Paragenese mit Bornit, Chalkopyrit, Covellin, Digenit, Pyrit und Vaesit. In Kalgoorlie-Boulder in Westaustralien trat als weitere Vergesellschaftung noch Pyrrhotin hinzu. Weitere bekannte Fundorte in den Vereinigten Staaten von Amerika beschränken sich bisher auf die nahe gelegene Sweetwater-Mine (auch Milliken-Mine) bei Ellington (Reynolds County).
In Deutschland konnte Fletcherit bisher nur in der Grube Glanzenberg bei Silberg, einem Ortsteil der Gemeinde Kirchhundem in Nordrhein-Westfalen, und im Salzbergwerk Gröna nahe der gleichnamigen Ortschaft im Salzlandkreis von Sachsen-Anhalt gefunden werden.
Weitere bekannte Fundorte liegen unter anderem in Brasilien, der Demokratischen Republik Kongo, Finnland, Kanada, Namibia, Portugal, Russland, Spanien und Tschechien.